# Favières (Somme)
Favières és un municipi francès situat al departament del Somme i a la regió dels Alts de França. L'any 2007 tenia 456 habitants.

## Demografia

### Població

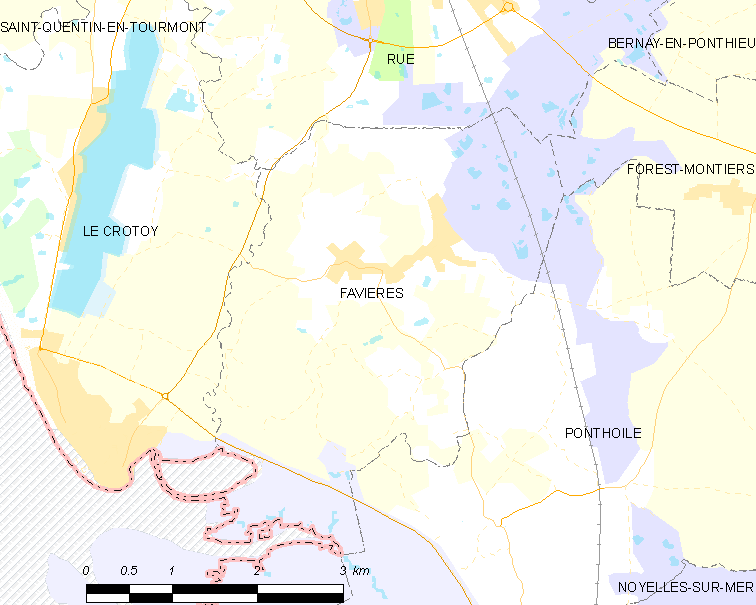

El 2007 la població de fet de Favières era de 456 persones. Hi havia 194 famílies de les quals 48 eren unipersonals (32 homes vivint sols i 16 dones vivint soles), 75 parelles sense fills, 59 parelles amb fills i 12 famílies monoparentals amb fills.
La població ha evolucionat segons el següent gràfic:
Habitants censats

### Habitatges

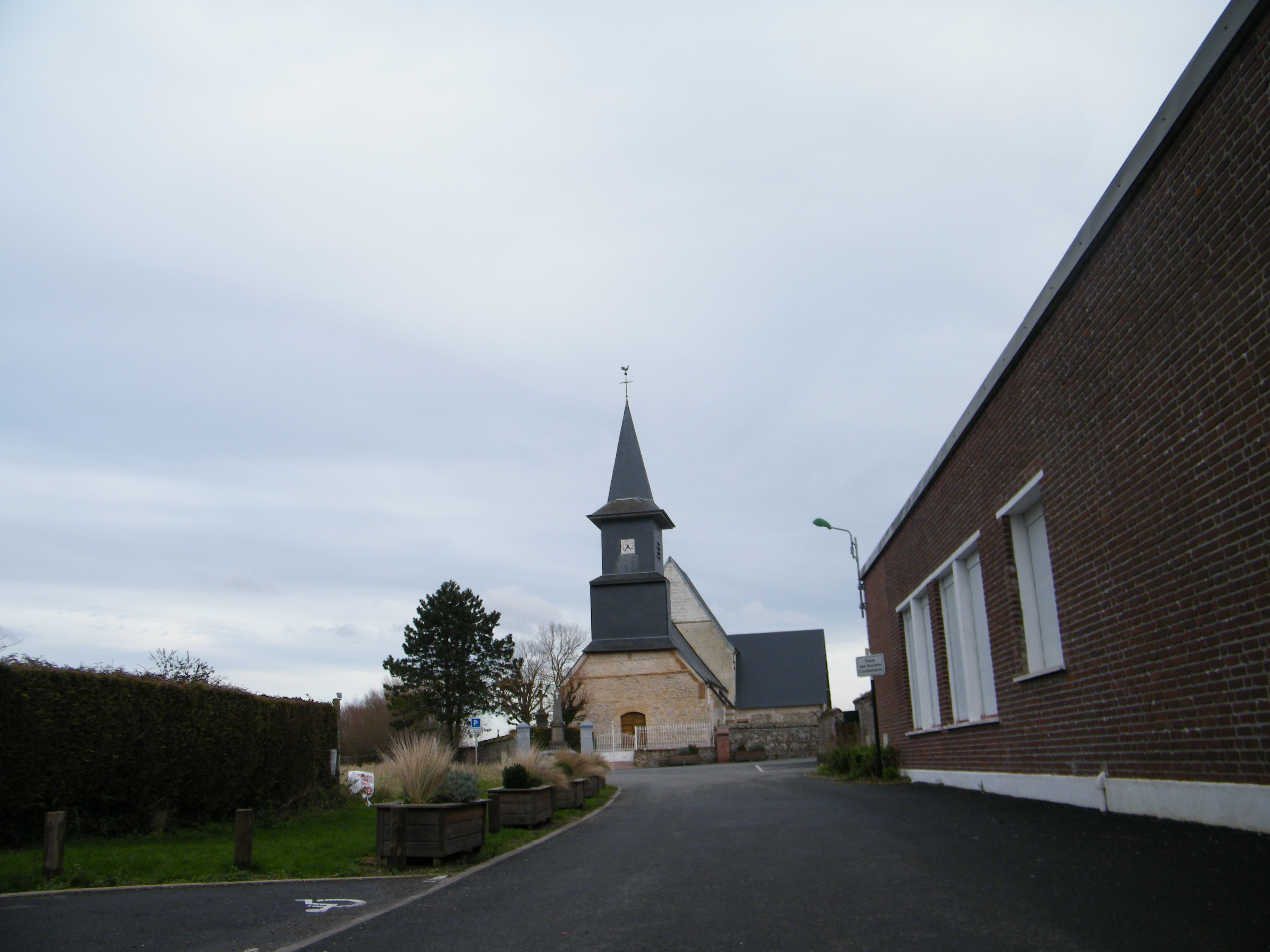

El 2007 hi havia 455 habitatges, 192 eren l'habitatge principal de la família, 257 eren segones residències i 7 estaven desocupats. 452 eren cases i 1 era un apartament. Dels 192 habitatges principals, 168 estaven ocupats pels seus propietaris, 20 estaven llogats i ocupats pels llogaters i 4 estaven cedits a títol gratuït; 2 tenien una cambra, 8 en tenien dues, 47 en tenien tres, 66 en tenien quatre i 68 en tenien cinc o més. 148 habitatges disposaven pel capbaix d'una plaça de pàrquing. A 92 habitatges hi havia un automòbil i a 76 n'hi havia dos o més.

### Piràmide de població

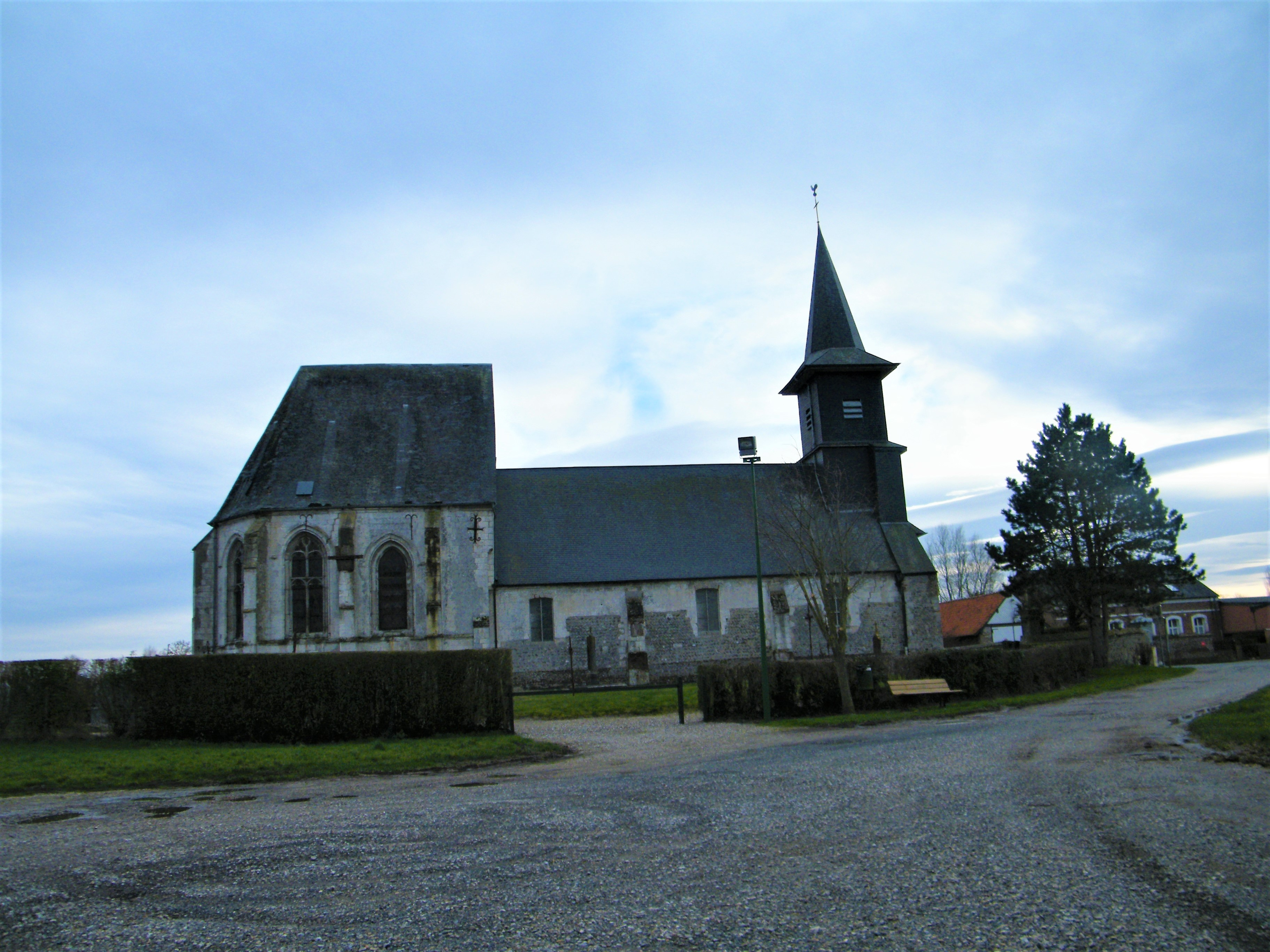

La piràmide de població per edats i sexe el 2009 era:
| Homes | Edats   | Dones |
| ----- | ------- | ----- |
| 0     | 95 o +  | 0     |
| 0     | 90 a 94 | 0     |
| 0     | 85 a 89 | 4     |
| 4     | 80 a 84 | 12    |
| 8     | 75 a 79 | 4     |
| 12    | 70 a 74 | 16    |
| 12    | 65 a 69 | 16    |
| 32    | 60 a 64 | 16    |
| 4     | 55 a 59 | 8     |
| 12    | 50 a 54 | 16    |
| 8     | 45 a 49 | 12    |
| 20    | 40 a 44 | 8     |
| 4     | 35 a 39 | 20    |
| 16    | 30 a 34 | 8     |
| 16    | 25 a 29 | 20    |
| 8     | 20 a 24 | 8     |
| 8     | 15 a 19 | 8     |
| 20    | 10 a 14 | 12    |
| 20    | 5 a 9   | 16    |
| 4     | 0 a 4   | 4     |

## Economia

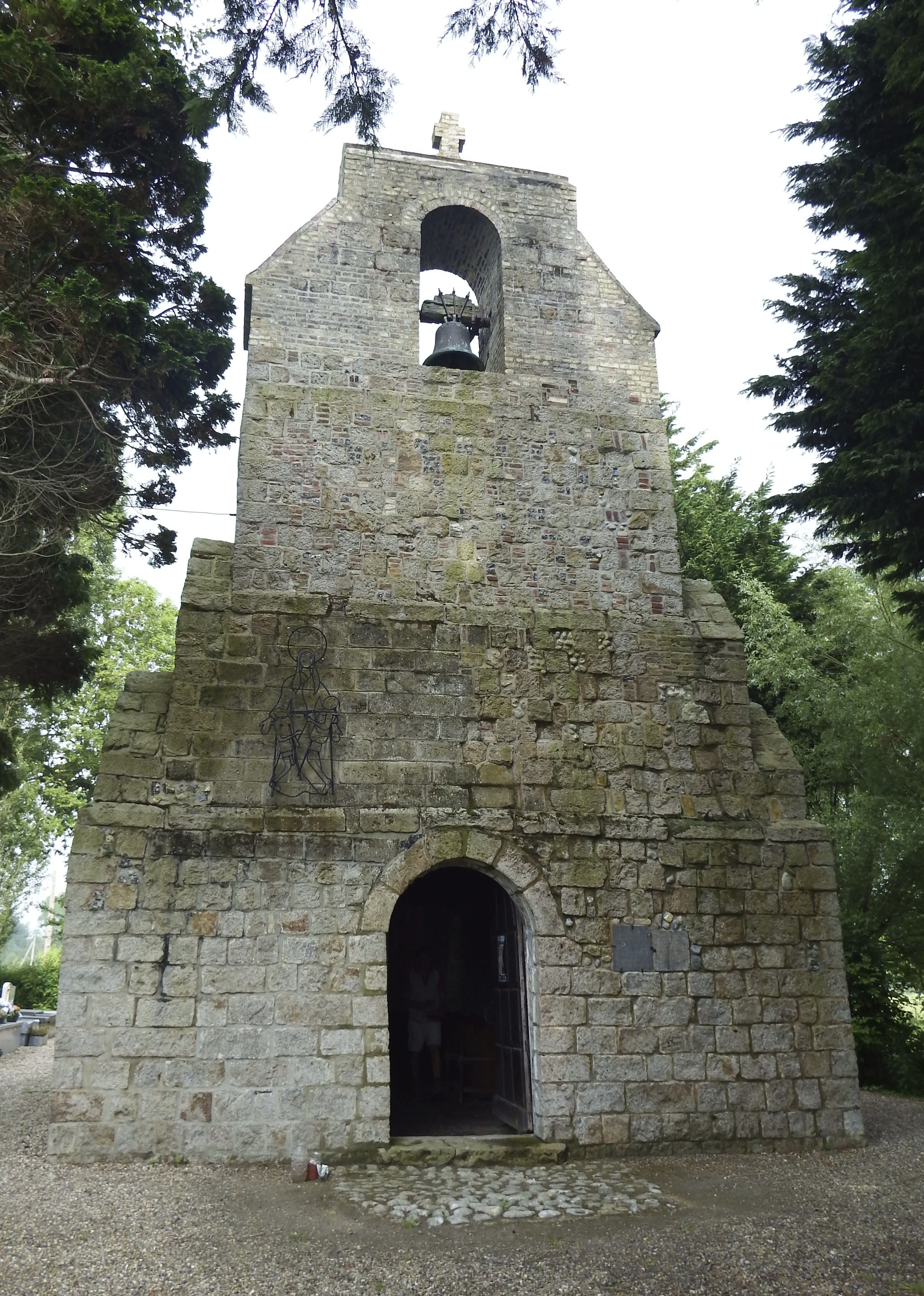

El 2007 la població en edat de treballar era de 283 persones, 194 eren actives i 89 eren inactives. De les 194 persones actives 171 estaven ocupades (99 homes i 72 dones) i 23 estaven aturades (15 homes i 8 dones). De les 89 persones inactives 39 estaven jubilades, 18 estaven estudiant i 32 estaven classificades com a «altres inactius».

### Ingressos

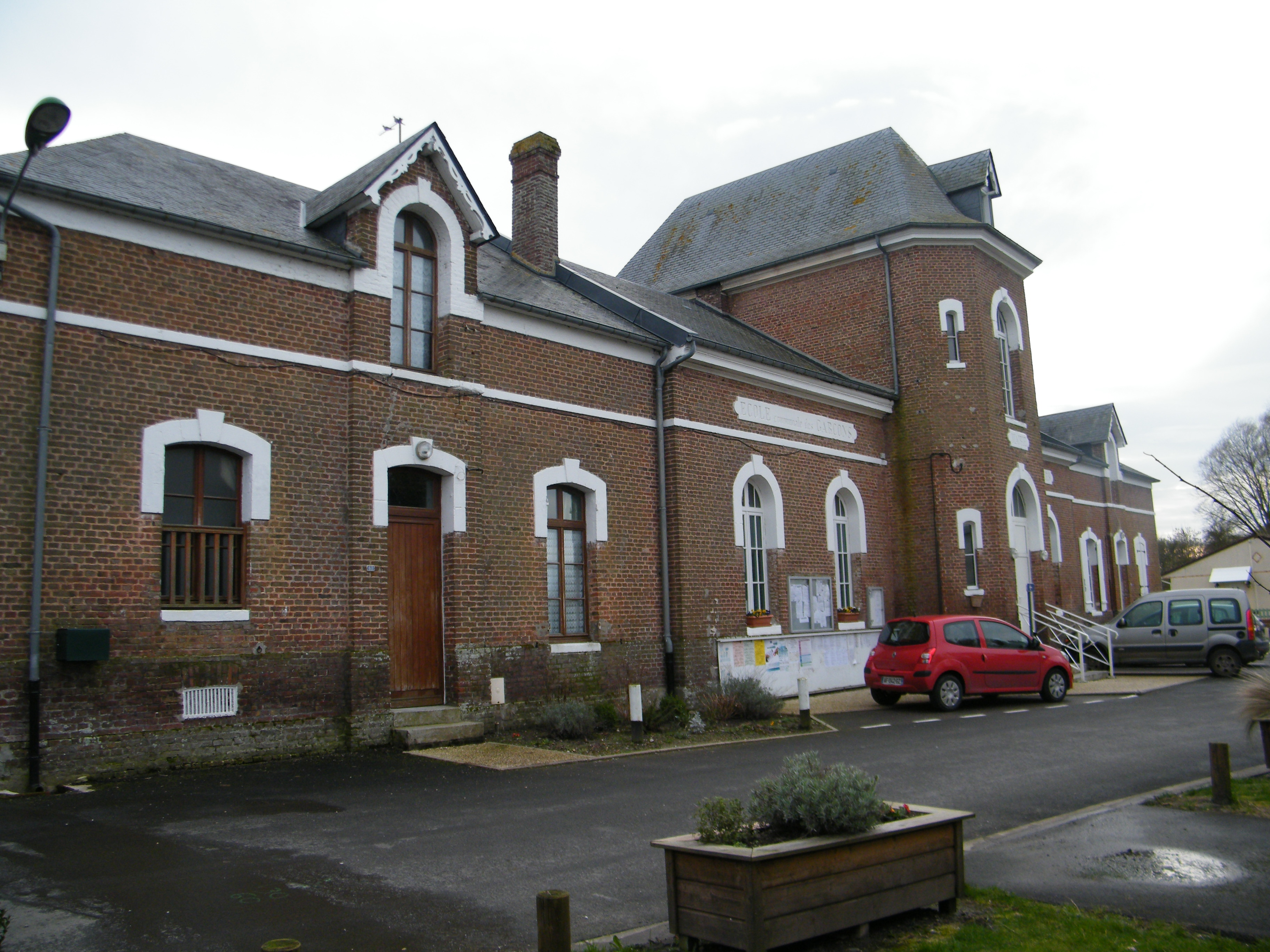

El 2009 a Favières hi havia 187 unitats fiscals que integraven 479,5 persones, la mediana anual d'ingressos fiscals per persona era de 16.488 €.

### Activitats econòmiques
Dels 17 establiments que hi havia el 2007, 2 eren d'empreses de construcció, 3 d'empreses de comerç i reparació d'automòbils, 5 d'empreses d'hostatgeria i restauració, 2 d'empreses immobiliàries, 2 d'empreses de serveis, 1 d'una entitat de l'administració pública i 2 d'empreses classificades com a «altres activitats de serveis».
Dels 4 establiments de servei als particulars que hi havia el 2009, 1 era una fusteria, 1 electricista i 2 restaurants.
L'únic establiment comercial que hi havia el 2009 era una botiga d'electrodomèstics.
L'any 2000 a Favières hi havia 13 explotacions agrícoles que ocupaven un total de 552 hectàrees.

## Poblacions més properes
El següent diagrama mostra les poblacions més properes.